# Home Nations Championship 1909
L'Home Nations Championship 1909 (in gallese Pencampwriaeth Rygbi'r Pedair Gwlad 1909) fu la 27ª edizione del torneo annuale di rugby a 15 tra le squadre nazionali di Galles, Inghilterra, Irlanda e Scozia.
Il torneo fu appannaggio del Galles, al suo settimo titolo: la vittoria giunse a punteggio pieno con la conquista della Triple Crown conquistata a Swansea contro l'Irlanda nell'ultima gara.
Per l'Inghilterra si trattò dell'ultima stagione itinerante; a ottobre di quello stesso anno fu inaugurato lo stadio di Twickenham, da allora impianto fisso della formazione in maglia bianca; fu anche l'ultima edizione a quattro squadre per i successivi 23 anni, grazie all'invito esteso alla Francia a giocare nel torneo dall'edizione successiva.
Il valore delle marcature, come stabilito dall’IRFB nel 1905, era: 3 punti per ciascuna meta (5 se trasformata), 3 punti per la realizzazione di ciascun calcio piazzato o mark, 4 punti per la realizzazione di ciascun drop.

## Nazionali partecipanti e sedi
| Squadra     | Città           | Impianto interno         |
| ----------- | --------------- | ------------------------ |
| Galles      | Cardiff Swansea | Arms Park St. Helen's    |
| Inghilterra | Richmond        | Athletic Ground          |
| Irlanda     | Dublino         | Lansdowne Road           |
| Scozia      | Edimburgo       | Inverleith Sports Ground |

## Risultati
| Arbitro: | Jack Dallas |

|                     |    |  |
| Hopkins J. Williams | mt |  |
| Bancroft            | tr |  |

| Arbitro: | Rupert Jeffares sr. |

|  |    |          |
|  | mt | Trew     |
|  | tr | Bancroft |

| Arbitro: | Jack Dallas |

|        |    |                  |
| Parke  | mt | Palmer (2) Mobbs |
| Pinion | tr | Palmer           |

| Arbitro: | Vincent Cartwright |

|                              |      |       |
| Lindsay-Watson McGregor Kyle | mt   |       |
|                              | c.p. | Parke |

| Arbitro: | Frank Potter-Irwin |

|                               |    |          |
| Jack Jones Hopkins Watts Trew | mt | Thompson |
| Bancroft (3)                  | tr | Parke    |

| Arbitro: | Gwyn Nicholls |

|              |    |                           |
| Mobbs Watson | mt | Tennent (2) Gilray Simson |
| Palmer       | tr | Cunningham (3)            |

## Classifica
| Pos | Squadra     | G | V | N | P | PF | PS | DP  | Pt |
| --- | ----------- | - | - | - | - | -- | -- | --- | -- |
| 1   | Galles      | 3 | 3 | 0 | 0 | 31 | 8  | +23 | 6  |
| 2   | Scozia      | 3 | 2 | 0 | 1 | 30 | 16 | +14 | 4  |
| 3   | Inghilterra | 3 | 1 | 0 | 2 | 19 | 31 | −12 | 2  |
| 4   | Irlanda     | 3 | 0 | 0 | 3 | 13 | 38 | −25 | 0  |